# Parti communiste d'Australie (1971)
Pour les articles homonymes, voir Parti communiste d'Australie.

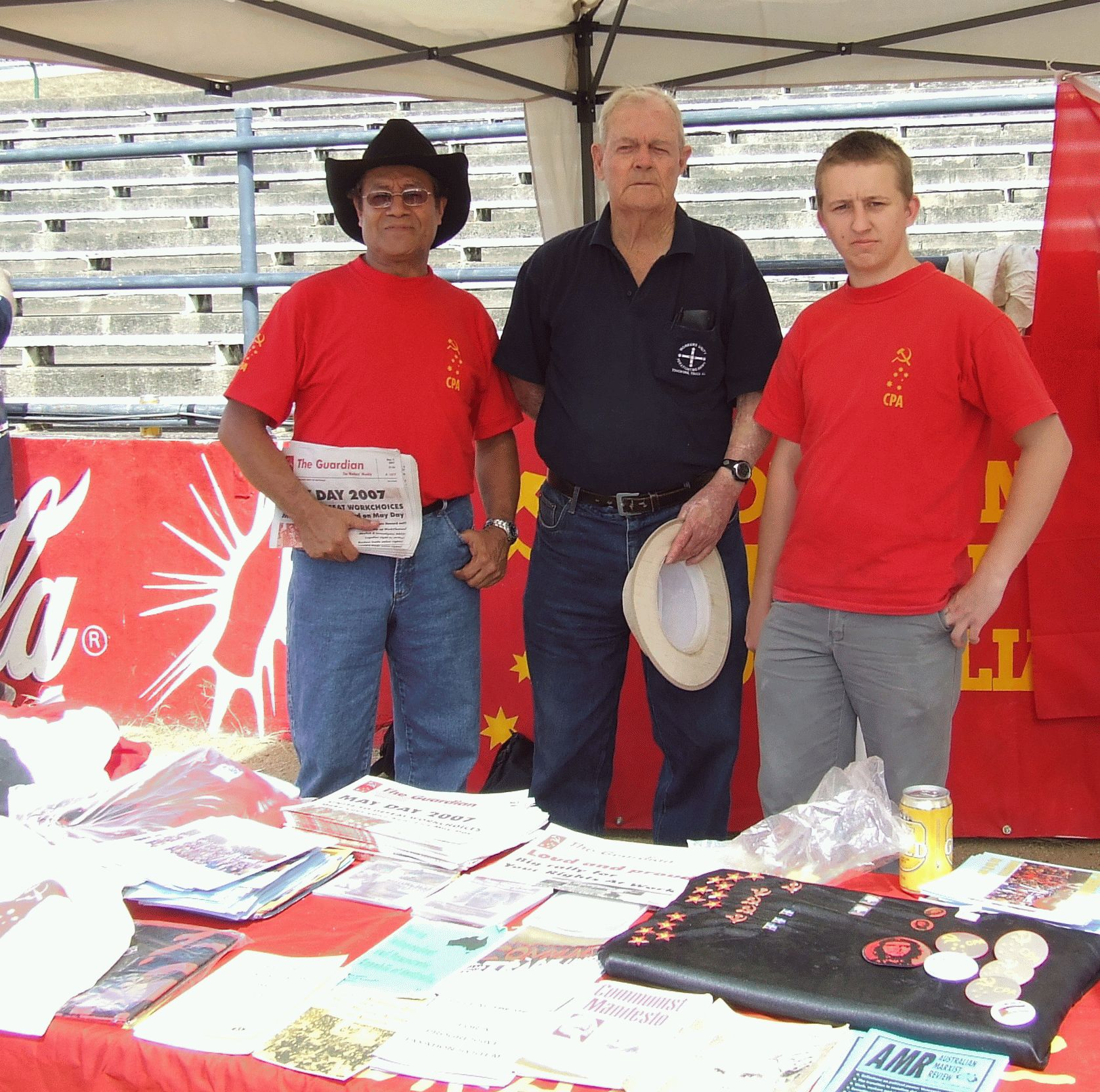
Stand du Parti Communiste d'Australie (Queensland, mai 2007)

Le Parti communiste d'Australie ((en) Communist Party of Australia) est un petit parti politique australien fondé en 1971 sous le nom de Parti socialiste d'Australie (SPA) par scission du Parti communiste d'Australie (CPA). Il a pris son nom actuel en 1996.

## Histoire
En 1971, un petit groupe de membres du CPA furent expulsés ou démissionnèrent pour protester contre la politique du parti, de plus en plus critique de l'Union soviétique, particulièrement après l'invasion de la Tchécoslovaquie par les forces du Pacte de Varsovie en 1968. Ces membres estimaient que le CPA ne devait pas devenir un parti de gauche social-démocrate mais rester marxiste-léniniste, position qui les a mis en contradiction avec les dirigeants du CPA.
Le SPA a été fondé après leur expulsion par un groupe de dirigeants syndicaux tels que Pat Clancy et Peter Symon.
Peter Symon a été le secrétaire général du Parti socialiste (actuellement, le Parti communiste) depuis sa création en 1971 jusqu'à sa mort en décembre 2008, un total de 36 ans. Après la mort de Symon, la présidente du Parti communiste, le Dr Hannah Middleton, a été annoncée par le Comité central du Parti pour être le nouveau secrétaire général du Parti communiste. Vinicio Molina a succédé à Hannah Middleton au poste de Président du Parti. Hannah Middleton a été élu au poste de Secrétaire général du Parti communiste par le 11e Congrès national du Parti en octobre 2009.
Durant ses 37 années d'existence, le Parti a été principalement un parti de gauche politique qui a joué un rôle limité dans le mouvement syndical en Australie.
Les principales politiques du Parti sont :
- La reconstruction socialiste de la société australienne
- Mettre fin à la privatisation des actifs détenus par les gouvernements fédéral et de l'État
- Libérer l'Australie des multinationales étrangères
- Règlementer par le Gouvernement fédéral les prix, les niveaux de profit et les taux d'intérêt
- Supprimer la taxe sur les produits et services
- Expansion du secteur public
- Augmenter salaire minimum national
- Augmenter les retraites et les allocations chômage
- Réduire la durée de la semaine de travail
- La fin des hausses des prix des services publics

Le Parti communiste d'Australie (CPA) a été dissous en 1991. Le SPA, se considérant comme son successeur légitime, a changé son nom en Parti communiste d'Australie lors de son 8e Congrès National en octobre 1996.
Michael Perth a été candidat au siège de député de la Circonscription de Port Adélaïde en 1998 et 2001, seule élection où le parti se soit présenté récemment. Les deux années, il a remporté moins de 1 % des voix.
Le nouveau CPA reste un petit Parti communiste classique, qui se proclame marxiste-léniniste et a pour objectif ultime la transformation révolutionnaire de la société australienne et l'établissement du socialisme en Australie. Il décrit son objectif comme étant de « changer la direction de la politique en Australie et, finalement, de remplacer le système capitaliste par un système socialiste ».
Il participe chaque année à la Rencontre internationale des partis communistes et ouvriers.